# Rebonds

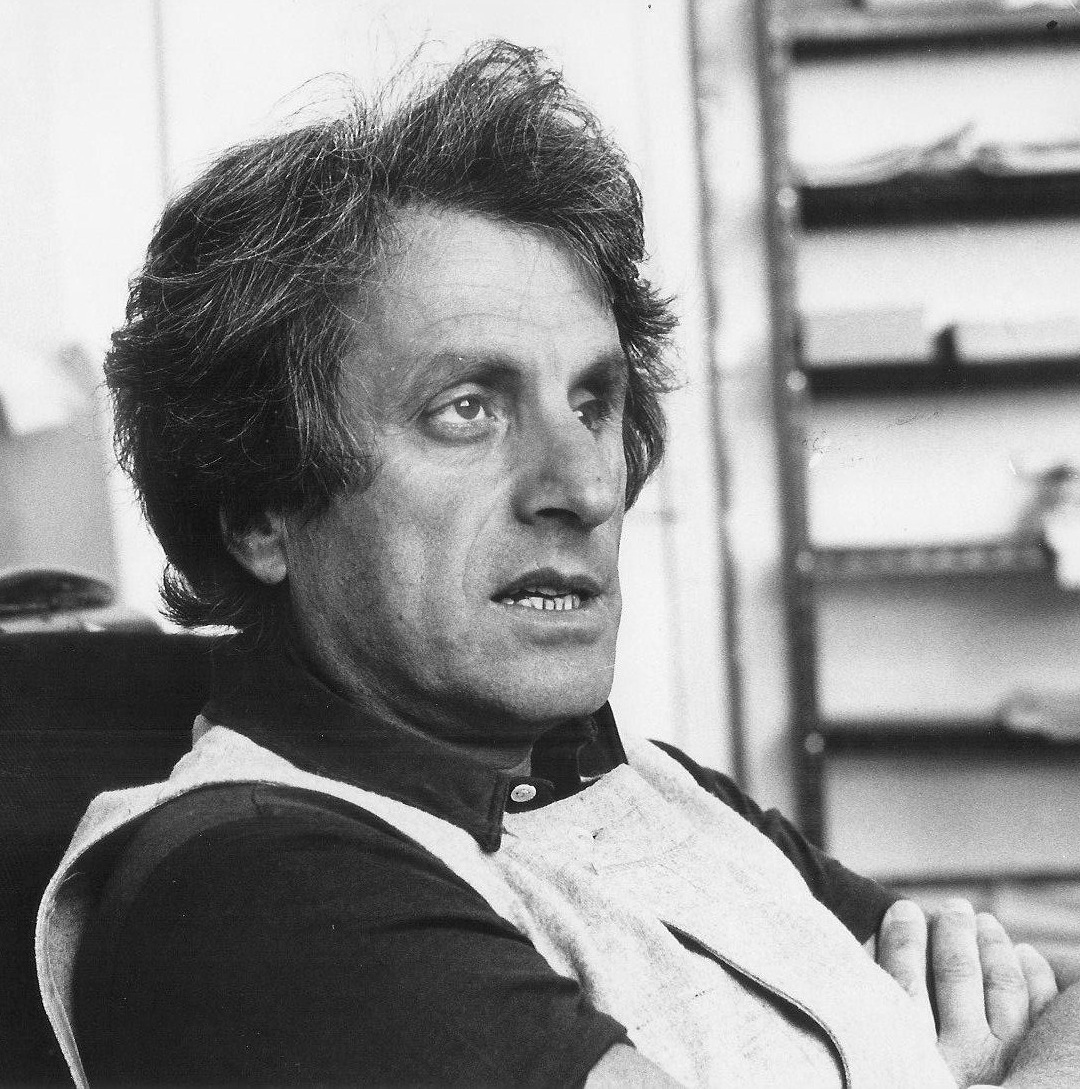
Iannis Xenakis en 1988

Rebonds  est une œuvre de Iannis Xenakis pour percussionniste seul, composée en 1988.

## Histoire
Iannis Xenakis avait déjà composé en 1975 une œuvre pour percussionniste seul, Psappha. Il écrit Rebonds pour le percussionniste Sylvio Gualda, pour qui il a déjà composé Komboï pour clavecin et percussion en 1981. La période de composition s'étend entre 1987 et 1988. Le titre renvoie à l'impression que le son rebondit d'un instrument à l'autre lors de l'exécution de l'œuvre.
Rebonds est créée  le 1er juillet 1988 lors du Festival Roma Europa, à la Villa Médicis à Rome.

## Instruments
Rebonds est en deux parties. La partie a réclame deux bongos, trois toms, deux grosses caisses.
La partie Rebonds b se joue sur cinq wood-blocks et cinq peaux.

## Discographie
- Roland Auzet, Media 7 (1990)
- Johan Faber, Night & Day (1993)
- Hans-Kristian Kjos Sørensen, BIS Records (2002)
- Pedro Carneiro, Zig-Zag Territoires (2005)
- Steven Schick, Mode Records (2006)